# Igreja da Nossa Senhora do Cabo (Luanda)
A Igreja da Nossa Senhora do Cabo é a mais antiga Igreja da cidade de Luanda, fundada em 1575.

## Origem
Em 1575, comerciantes portugueses residentes na Ilha do Cabo fundaram uma pequena igreja dedicada à Nossa Senhora da Imaculada Concepção.
Após a reconquista do território aos holandeses, deu-se, em 1648, início à reconstrução da igreja, terminando as obras em 1669 e passando a mesma a ser chamada de igreja da Nossa Senhora do Cabo, devido à sua localização no extremo (cabo) da ilha. Curiosamente a devoção começou a ser associada à de Nossa Senhora do Cabo.
A igreja caracteriza-se por ter uma cruz secular, uma torre elegante lateral e pela sua construção de pedra sólida.
Em 1854, foi elevada a igreja Paróquial.